# Nazaruba
Nazaruba är en ort i Azerbajdzjan.   Den ligger i distriktet Masallı Rayonu, i den sydöstra delen av landet, 200 km sydväst om huvudstaden Baku. Nazaruba ligger 41 meter över havet och antalet invånare är 296.
Terrängen runt Nazaruba är kuperad åt sydväst, men åt nordost är den platt. Runt Nazaruba är det ganska tätbefolkat, med 120 invånare per kvadratkilometer.. Närmaste större samhälle är Arkewan, 14,7 km norr om Nazaruba.
Trakten runt Nazaruba består till största delen av jordbruksmark.